# 毎平方メートル
毎平方メートル（まいへいほうメートル）は、面積の逆数の次元の量を測る単位である。1平方メートルあたり無次元量が1あることを示す。長さのマイナス2乗の次元を持つさまざまな量を測るのに使われる。
SI接頭語をつける場合は、たとえばkm−2はキロ毎平方メートルではなく毎平方キロメートルと読み、1平方キロメートルあたり無次元量が1あること、つまり1/1000000毎平方メートルを意味する。

## 量の例

### 人口密度
毎平方メートルがよく用いられるのは人口密度の計量である。通常、「人平方キロメートル（人/km2）」の形をとり、人口を平方キロメートル単位の面積で除して求め、1平方キロメートルあたりの人口を表す。

### 粒子フルエンス
粒子フルエンスとは、放射線工学の分野で用いられる量で、ある球体に入射する粒子の数を、その球の大円の断面積で除したものである。
計量単位規則では「粒子が1平方メートルの大円の断面を有する球形の空間につき1個の割合で入射するときの粒子フルエンス」と定義されている。
| 量             | 単位           | 記号 | 定義                     | 導入年 | SI単位         |
| -------------- | -------------- | ---- | ------------------------ | ------ | -------------- |
| 放射能 (A)     | キュリー       | Ci   | 3.7×10 s−1               | 1953年 | 3.7×10 Bq      |
| 放射能 (A)     | ベクレル       | Bq   | s−1                      | 1974年 | SI単位         |
| 放射能 (A)     | ラザフォード   | Rd   | 106 s−1                  | 1946年 | MBq            |
| 照射線量 (X)   | レントゲン     | R    | esu / 0.001293 g（空気） | 1928年 | 2.58×10−4 C/kg |
| フルエンス (Φ) | 毎平方メートル | m−2  | m−2                      | 1962年 | SI単位         |
| 吸収線量 (D)   | エルグ         | erg  | erg⋅g−1                  | 1950年 | 10−4 Gy        |
| 吸収線量 (D)   | ラド           | rad  | 100 erg·g−1              | 1953年 | 10−2 Gy        |
| 吸収線量 (D)   | グレイ         | Gy   | J·kg−1                   | 1974年 | SI単位         |
| 等価線量 (H)   | レム           | rem  | 100 erg·g−1              | 1971年 | 10−2 Sv        |
| 等価線量 (H)   | シーベルト     | Sv   | J·kg−1 × WR              | 1977年 | SI単位         |